# سنت اوسیث
سنت اوسیث (به انگلیسی: St Osyth) یک روستا و محله مدنی در بریتانیا است که در تندرینگ واقع شده‌است. سنت اوسیث ۴٬۲۷۷ نفر جمعیت دارد.